# Борисав Станкович
Бо̀рисав (Бора) Ста̀нкович (на сръбски: Борисав Станковић) е сръбски писател – реалист.
Смятан за един от най-видните сръбски белетристи.
| „ | Дошао је када воде се и горе буде, отишао кад „слунце почне да капнује“. | “ |

## Биография

### Произход и образование
Роден е на 31 март 1876 г. в град Враня, тогава все още в границите на Османската империя, в семейството на Васка и Стоян Станкович. Майка му е гъркиня по произход. След като на седемгодишна възраст остава кръгъл сирак, е отгледан от баба си Злата (с моминско име Йовчич), майка на баща му. В периода 1883 – 1896 г. получава начално и средно образование в родния си град и в град Ниш, където учи последната гимназиална година и държи матура. През 1896 г. умира и баба Злата, за която Бора пише:
| „ | Дакле, умрла је! Дође и тај час... Она, она! Последња душа која постојаше за ме. Последњи кутак мога стана, последњи огранак моје родбине, баба моја, умрла је! Ни оца, ни мајке, ни брата, ни сестре, нигде никога. Сем ње. А она ме је од „мрву мрвку“ очувала. Ње нема више (На онај свет, 1896) | “ |

### Белградски период
Същата година се установява в Белград, където се записва да учи в Правния факултет (икономическата катедра) на Белградския университет. През 1897 г. работи като стажант в Държавната печатница. През 1900 г. е стажант в Министерство на просветата, като впоследствие се премества на работа в администрацията на Народния театър. На следващата година е уволнен от театъра и започва работа в Министерство на външните работи. На 27 януари 1902 г. се жени за белградчанката Ангелина Милутинивич. През 1903 г. му се ражда дъщеря – Десанка. Неин кръстник става Бранислав Нушич. Същата година Станкович постъпва на работа като инспектор в Министерство на финансите.
Умира на 22 октомври 1927 г. в Белград.

## Творчество
Произведенията на Борисав Станкович се отличават с характерния за автора местен т.нар. торлашки говор, за който е бил многократно упрекван от сръбската критика. Въпреки това Станкович се налагала като един от най-забележимите сръбски писатели на 20 век и в международен план. Според Скерлич преди Станкович сръбската белетристика е била ограничена в западните и северни сръбски краища, като именно Бора (както е и по-популярен авторът в творческите среди) въвежда в сръбската, а и в световната литература, днешните краища на Източна Сърбия, по-известни като „Стара Сърбия“.
Бора е лиричен белетристичен певец на един живописен и екзотичен свят за сърбите от старото Княжество Сърбия. Той описва неподправено живота на своята родна Враня, „старите дни", патриархалните хора в нея с техния ограничен кръгозор, но със сърдечния си живот. В творчеството си е изваян импресионист.
Най-известните му произведения са „Стари дани“, „Наш Божич“ и „Кощана“.
В памет на Бора Станкович ежегодно във Враня се провежда литературен фестивал с международно участие.